# Alonso Cano (metropolitana di Madrid)
Alonso Cano è una stazione della linea 7 della metropolitana di Madrid, situata nell'intersezione tra la calle de Alonso Cano e la calle de José Abascal, nel distretto di Chamberí.

## Storia
La stazione è stata inaugurata il 16 ottobre 1998. Prende il nome dallo scultore e pittore spagnolo Alonso Cano.

## Accessi
Vestibolo Alonso Cano
- José Abascal - Alonso Cano Calle de José Abascal, 24 (angolo con Calle de Alonso Cano)
- José Abascal - Ponzano Calle de José Abascal, 20 (angolo con Calle Ponzano)
- Ascensore Calle de José Abascal, 20